# Giacomo Ferri
Giacomo Ferri (Crema, 20 gennaio 1959) è un allenatore di calcio ed ex calciatore italiano, di ruolo difensore.

## Biografia
Soprannominato Big Jim, è fratello di Riccardo, anche lui calciatore.

## Carriera

### Giocatore
A Crema inizia a giocare nella Frassati, a 13 anni passa al Crema in IV Serie. A 16 anni esordisce in prima squadra dove colleziona 8 presenze. Passa al Torino, e dopo esser passato alle formazioni Berretti e Primavera si trasferisce alla Reggina e disputa tre campionati in Serie C1. Torna al Torino in Serie A e resta fino alla retrocessione del 1989, quando va al Lecce.
In Serie A ha collezionato 264 presenze, 4 gol.

### Allenatore
Ha iniziato ad allenare le giovanili della Reggina diventando allenatore in seconda della prima squadra nel campionato 1994-1995 ottenendo la promozione in Serie B.
La sua carriera da allenatore è parecchio legata al Torino: è stato allenatore dagli "Allievi" alla prima squadra, quest'ultimo incarico rivestito nel finale di stagione 2002-2003, dove in 6 gare non ottiene nemmeno una vittoria, 4 sconfitte, 2 pari, retrocedendo in Serie B grazie all'ultimo posto in classifica. Nel 2005 lascia i granata approdando al Casale, in Serie C2, dove l'esperienza si conclude con l'esonero dopo 9 partite in cui non ha vinto nemmeno una gara, e i nerostellati ultimi in classifica a 5 punti.
L'11 gennaio 2010 torna al Torino da team manager fino a giugno 2016. In parallelo è uno degli opinionisti delle trasmissioni dell’emittente 7 Gold.

## Statistiche

### Statistiche da allenatore
Statistiche aggiornate al 25 ottobre 2005.
| Stagione        | Squadra         | Campionato      | Campionato | Campionato | Campionato | Campionato | Coppe nazionali | Coppe nazionali | Coppe nazionali | Coppe nazionali | Coppe nazionali | Coppe continentali | Coppe continentali | Coppe continentali | Coppe continentali | Coppe continentali | Altre coppe | Altre coppe | Altre coppe | Altre coppe | Altre coppe | Totale | Totale | Totale | Totale | % Vittorie | Piazz.                          |
| Stagione        | Squadra         | Comp            | G          | V          | N          | P          | Comp            | G               | V               | N               | P               | Comp               | G                  | V                  | N                  | P                  | Comp        | G           | V           | N           | P           | G      | V      | N      | P      | %          | Piazz.                          |
| --------------- | --------------- | --------------- | ---------- | ---------- | ---------- | ---------- | --------------- | --------------- | --------------- | --------------- | --------------- | ------------------ | ------------------ | ------------------ | ------------------ | ------------------ | ----------- | ----------- | ----------- | ----------- | ----------- | ------ | ------ | ------ | ------ | ---------- | ------------------------------- |
| apr.-giu. 2003  | Torino          | A               | 6          | 0          | 2          | 4          | CI              | -               | -               | -               | -               | Int                | -                  | -                  | -                  | -                  | -           | -           | -           | -           | -           | 6      | 0      | 2      | 4      | &0,00      | Subentrato, 18º (retrocessione) |
| lug.-ott. 2005  | Casale          | C2              | 9          | 0          | 5          | 4          | CI-C            | 5               | 0               | 3               | 2               | -                  | -                  | -                  | -                  | -                  | -           | -           | -           | -           | -           | 14     | 0      | 8      | 6      | &0,00      | Esonerato                       |
| Totale carriera | Totale carriera | Totale carriera | 15         | 0          | 7          | 8          |                 | 5               | 0               | 3               | 2               |                    | -                  | -                  | -                  | -                  |             | -           | -           | -           | -           | 20     | 0      | 10     | 10     | 0,00       |                                 |